# 謙興堂
24°12′42″N 20°38′03″E / 24.2115816°N 20.6342648°E
謙興堂，為一座位於台灣台中市大雅區橫山里的古厝，建立迄今超過百年，俗稱「張家古厝」，臺中市文化資產處曾公告列為暫定古蹟，但因未通過文資審議，而未納入古蹟。

## 簡介
謙興堂建於清咸豐末年（1853年），由當地大地主張壬子所建造，為在地僅存之傳統民宅，俗稱「張家古厝」。
該古厝面積廣闊，佔地1200坪，為三合院式房屋，左右均有三護龍，對外共七道大門，古厝側門掛有「張壬子故居」之門牌，正廳院前有水塘名為泮月池，院內遍植果樹，院外由莿竹所包圍形成天然屏障，正廳為三開間，廳前有燕尾院門，左右院牆上有磚砌對稱之窗櫺，後堂供奉張氏歷代祖先神位。該古厝至今仍保有完整結構與風貌，牆瓦、門窗、柱樑等均完整無缺。
張氏後代人才輩出，張壬子之子曾考中舉人，臺灣日治時期獲頒「紳章」，並任埧雅區長（「埧雅」大雅區舊名），18世張文德曾任大雅庄長、台中農田水利會會長，19世張啟震於1938年在日本關西大學參與田徑對抗賽跑出100米10秒6第一之成績，為當時臺灣跑得最快的人，另有19世張啟三，曾任大雅鄉長及台中縣議員。目前張壬子一房及六房子孫仍居於古厝內，諸多建築現已改建，但依然維持傳統民宅結構。
謙興堂於2021年8月被臺中市文化資產處公告列為暫定古蹟，並於2022年3月25日，由臺中市文化資產處進行審議決定是否納入古蹟，但後來未通過文資審議，而未納入古蹟。

## 外部連結
- 謙興堂文資審議未過爭議：台中市政府再度成為文化劊子手？ （页面存档备份，存于）
- 陳婉真說故事》這樣的台中市還配稱為文化城嗎？[]
- 「謙興堂」古宅-台中市大雅區唯一碩果僅存的傳統民宅 （页面存档备份，存于）